# Palacio del Gobernador (Virginia)
El Palacio del Gobernador (en inglés: Governor's Palace) se localiza en Williamsburg, Virginia, y fue la residencia oficial de los gobernadores reales de la colonia de Virginia, hoy parte de Estados Unidos. Fue también el hogar de dos gobernadores post-coloniales de Virginia, Patrick Henry y Thomas Jefferson, hasta que la capital fue trasladada a Richmond en 1780, y con ella la residencia del gobernador. La casa principal se quemó en 1781, aunque las dependencias sobrevivieron durante algún tiempo después.
El Palacio del Gobernador fue reconstruido en la década de 1930 en su sitio original. Es uno de los dos edificios coloniales más grandes en Williamsburg; el otro es el Capitolio.